# 움브리엘 (위성)

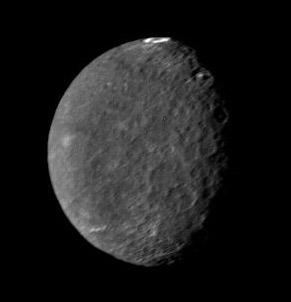
움브리엘

움브리엘(Umbriel)은 천왕성의 5대 위성 중 하나로 1851년 윌리엄 라셀이 발견하였다. 평균밀도 1.52g/cm3, 공전주기 4.14일, 지름 1,169km, 질량 1.27×10²¹kg이며, 천왕성으로부터 26만 5970km 떨어져 있는 순행위성이다. 천왕성의 위성 중에서 세 번째로 크며, 태양계 전체 위성 중에서는 13번째로 크다.
표면은 얼음과 암석의 혼합물로 덮여 있고, 운석과의 충돌 흔적인 크고 오래된 충돌구가 있다. 또 움브리엘은 지각구조활동의 증거가 없어 다른 주요 위성들과 구별된다. 천왕성의 5대 위성 가운데 가장 어두워 크기가 비슷한 아리엘 (위성)보다 밝기가 절반 정도에 불과하다.
윗부분에 밝게 보이는 도넛 모양의 지형은 다중고리 모양의 충돌구로 밝혀졌다. 천왕성의 적도면 위를 천왕성의 자전 방향과 같은 방향으로 공전한다.

## 같이 보기
- 위성 목록